# Julius Heinrich Dessauer

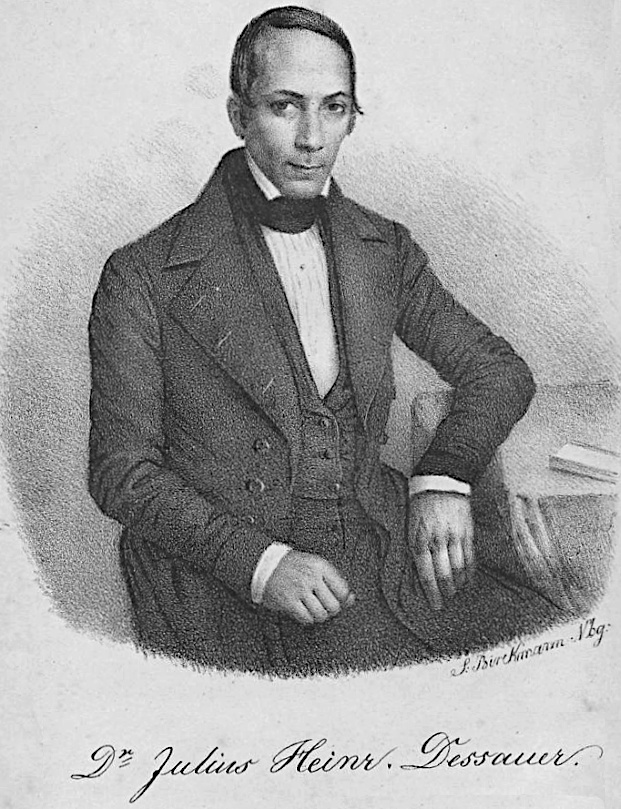
Julius Heinrich Dessauer (1804–1872)

Julius Heinrich Dessauer (geboren 1804 in Ansbach; gestorben 4. oder 5. Juli 1872) war ein deutscher jüdischer Religionslehrer und Autor.

## Leben
Julius Heinrich Dessauer wurde als Sohn von Löw Aron Dessauer aus Ansbach geboren, sein Onkel war der Kaufmann Löw David Steiner. Sein Großvater war Aron Dessauer, damaliger Vorstand der jüdischen Gemeinde Ansbach und markgräflicher Hofagent (Kaufmann).
Im Jahr 1829 bewarb er sich erfolglos um die Stelle eines Lehrers an der jüdischen Schule in Sugenheim. Im Februar 1829 fiel die Wahlentscheidung der jüdischen Gemeinde von Baiersdorf bei Erlangen zur Einrichtung einer jüdischen Religions- und Elementarschule mit Anstellung von Julius Heinrich Dessauer als Religions- und Elementarlehrer. Die offizielle Einsetzung erfolgte durch den Stadtpfarrer und Inspektor der Schule zu Baiersdorf Karl Georg Friedrich Goes (1757–1836), der dabei eine Rede hielt.
Am 23. Dezember 1837 wurde Julius Heinrich Dessauer an der Universität Erlangen, ohne dort studiert zu haben, zum Dr. phil. promoviert.
Im Jahr 1853 wanderte Julius Heinrich Dessauer nach Amerika aus, wie zuvor bereits seine älteren Söhne. Er fuhr am 22. April 1853 mit seiner Frau und den beiden jüngeren Kindern von Bremen mit dem Dampfer Hermann in die USA. Er ließ sich dort in Cincinnati nieder. 1855 wurde er Lehrer für Hebräisch und Deutsch am Talmud Yelodim Institute, der dem Plum Street Temple angeschlossenen religiösen Schule, in Cincinnati. 1862 gab er diese Stelle auf und eröffnete mit einem seiner Söhne ein Geschäft. Einige Jahre später zog er sich ins Privatleben zurück.
Am 4. Juli 1872 verließ er New York mit dem Schiff, um nach Deutschland zurückzukehren, wo er sich in Würzburg niederlassen wollte. Am 5. Juli wurde er als vermisst gemeldet und nicht mehr gefunden.

## Schriften
- Unterricht in der mosaischen Religion für die Jugend. Campe, Nürnberg 1833 (Digitalisat).[12]
- תהלת אל, oder, Sammlung deutscher und hebräischer Gebete für Schule und Haus. T. Bläsing, Erlangen 1833; 1836 (Digitalisat).
- Leschon rabbanan oder, Gedrängtes, vollständiges aramäisch-chaldäisch-deutsches Handwörterbuch, als Hilfsmittel zur Erlernung des Thalmuds, der Thargumim und Midraschim, nach dem Aruch, Mussaphia, Buxtorf und Landau, mit einem Anhange. Palm und Enke, Erlangen 1838 (Digitalisat); 1849 (Digitalisat) („Der philosophischen Fakultät der Königlichen Universität Erlangen ehrfurchtsvoll gewidmet“).
- Vollständige Paradigmen der regelmässigen und unregelmässigen Zeitwörter, der männlichen und weiblichen Nennwörter, nebst einer Tabelle über die Personal und Possessivpronomen der chaldäischen Sprache. Eine Beilage zum Leschon Rabbanan oder aramäisch=chaldäisch=deutsches Handwörterbuch. Palm und Enke, Erlangen 1838 (Digitalisat).
- (Hrsg.): דרך לאמונה (Derech leemunda) oder Sammlung lehrreicher Geschichten u. Erzählungen zur Erweckung echter Religiosität und Sittlichkeit, zunächst für die israelitische Jugend. Ein Lesebuch für Schule und Haus. Palm, Erlangen 1841 (Digitalisat).[13]
- Methodisches, nach lückenlosen Stufen geordnetes und möglichst vollständiges Lehr- und Lesebuch für israelitische Religions- und deutsche Schulen und Privatlehranstalten, zugleich auch als erster Theil des „Derech leemuna“ (Religionslehre in Beispielen). Palm, Erlangen 1844 (Digitalisat).
- Tausend und eine Viertelstunde, enthaltend tartarische Originalerzählungen, vorgetragen von dem Arzte Ben Eridnin zur Unterhaltung des blinden Königs Schems-Eddin. Herausgegeben von Julius Heinrich Dessauer. 2 Teile, Palm, Erlangen 1844–1845 (Digitalisat Teil 1, Teil 2).
- mit Simon Krämer[14]: Allgemeines deutsche Gebetbuch für die Hausandacht der Israeliten. Enthält 140 Morgen-, Abend- und Festgebete auf alle Tage, Lagen und Verhältnisse des Lebens. Ernst, Quedlinburg 1845.
- Geschichte der Israeliten mit besonderer Berücksichtigung der Kulturgeschichte derselben: von Alexander dem Großen bis auf die neuere Zeit. Palm, Erlangen 1846 (Digitalisat)[15]; neue Ausgabe (= unveränderter Nachdruck) Schletter, Breslau 1870 (Digitalisat).